# جزیره دوسی
جزیره دوسی (به انگلیسی: Ducie Island) یک آب‌سنگ حلقوی غیرمسکونی در جزایر پیت‌کرن است که در اقیانوس آرام واقع شده‌است.

## خصوصیات
جزیره دوسی ۴٫۵۷ متر بالاتر از سطح دریا واقع شده‌است.

## نگارخانه

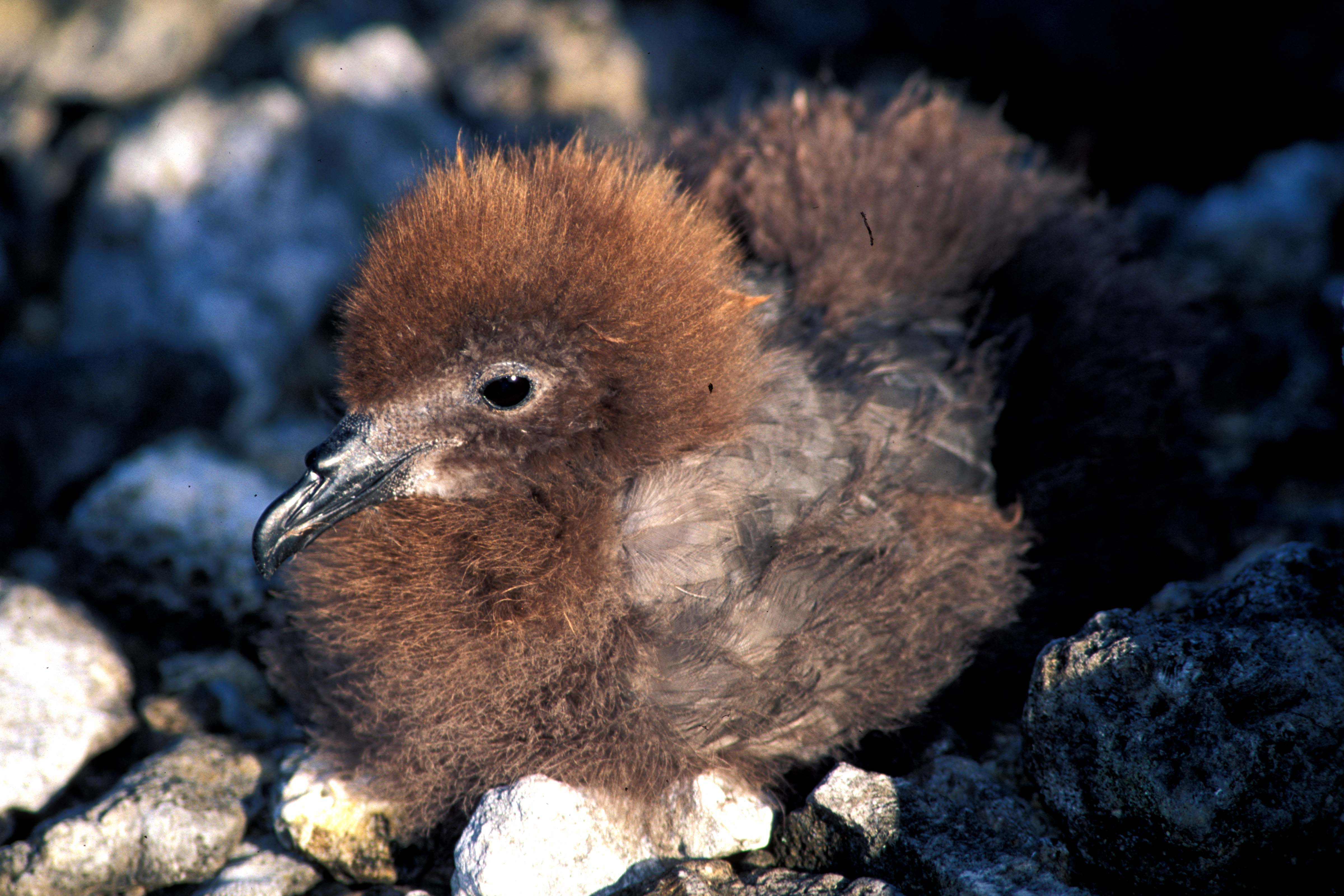
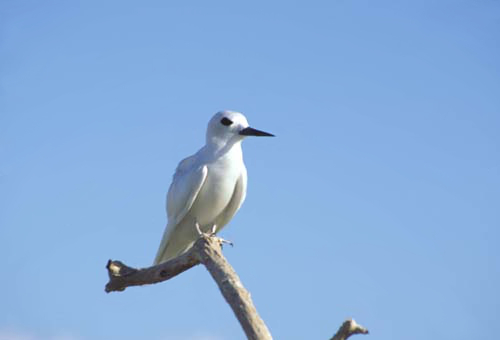
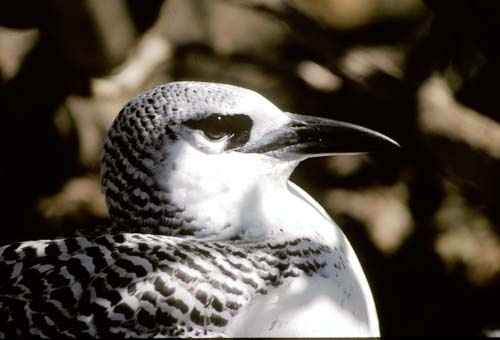
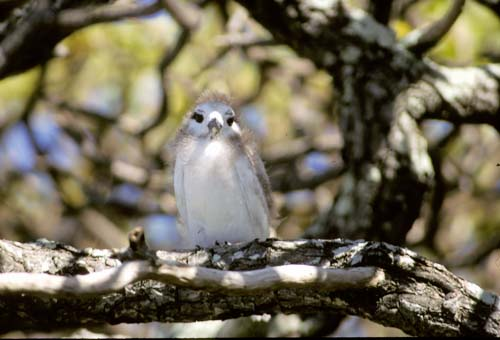